# Coupe du Portugal de football 1965-1966
Navigation
1964-1965 1966-1967

La Coupe du Portugal de football 1965-1966 est la 26e édition de la Coupe du Portugal de football, considéré comme le deuxième trophée national le plus important derrière le championnat. 
La finale est jouée le 22 mai 1966, au stade national du Jamor, entre le Sporting Clube de Braga et le Vitória Setúbal. Le SC Braga remporte son premier trophée en battant le Vitória Setúbal 1 à 0. Le SC Braga se qualifie pour la Coupe d'Europe des vainqueurs de coupe de football 1966-1967.

## Finale
| 22 mai 1966 | Sporting Clube de Braga | 1 - 0   | Vitória Setúbal | Stade national du Jamor  |                          |
|             |                         | (0 - 0) |                 | Arbitrage : Braga Barros | Arbitrage : Braga Barros |
|             | Feuille de match        |         |                 | Arbitrage : Braga Barros | Arbitrage : Braga Barros |